# Wilson Kipsang Kiprotich
Wilson Kipsang Kiprotich (ur. 15 marca 1982 w Keiyo) – kenijski lekkoatleta, długodystansowiec.
Zawodnik mieszka i trenuje w Iten. Jest brązowym medalistą Letnich Igrzysk Olimpijskick 2012
29 września 2013 w Berlinie ustanowił rekord świata w maratonie – 2:03:23. 
Rok później jego wynik poprawił kolega z reprezentacji, Dennis Kimetto, uzyskując czas 2:02:57, pierwszy na świecie wynik poniżej dwóch godzin i trzech minut w maratonie.

## Osiągnięcia
| Rok  | Impreza                           | Miejsce    | Konkurencja                | Pozycja    | Wynik   |
| ---- | --------------------------------- | ---------- | -------------------------- | ---------- | ------- |
| 2009 | Mistrzostwa świata w półmaratonie | Birmingham | półmaraton (indywidualnie) | 4. miejsce | 1:00:08 |
| 2009 | Mistrzostwa świata w półmaratonie | Birmingham | drużyna seniorów           | 1. miejsce |         |
| 2012 | Igrzyska olimpijskie              | Londyn     | maraton                    | 3. miejsce | 2:09:37 |

## Rekordy życiowe
- półmaraton – 58:59 (2009)
- maraton – 2:03:23 (2013) do 2014 roku rekord świata